# Stories We Tell
Stories We Tell is een autobiografische documentairefilm uit 2012 gemaakt door de Canadese Sarah Polley.

## Verhaal
In Stories We Tell interviewt Sarah Polley haar vader, haar broers, zussen en andere familieleden en ondervraagt hen over haar inmiddels overleden moeder. De film bekijkt de relatie die haar ouders hadden en de zoektocht naar haar biologische vader. Ze komt erachter dat de waarheid afhankelijk is van wie het vertelt. Tussendoor zijn 8mm-filmpjes te zien.

## Ontvangst
Stories We Tell won op 20 oktober 2012 de Grote Prijs voor beste film op het Festival du nouveau cinéma en werd door het Internationaal filmfestival van Toronto in de top tien Canadese films van het jaar geplaatst. Van de Toronto Film Critics Association Awards won de film een prijs van $100.000  voor de beste Canadese film.